# すすきの駅
すすきの駅（すすきのえき）は、北海道札幌市中央区南4条西4丁目に所在する札幌市交通局南北線の駅。
本項では、近接する札幌市交通事業振興公社山鼻線・都心線の停留場であるすすきの停留場（すすきのていりゅうじょう）についても説明する。
南北線の駅番号はN08、札幌市電の停留所番号はSC23。

## 歴史

### 札幌市営地下鉄
- 1971年（昭和46年）12月16日：北24条駅 - 真駒内駅間開業に伴い、駅が設置される。
- 2003年（平成15年）11月：改札口と地上部を結ぶエレベーター供用開始[1]。
- 2004年（平成16年）：地下鉄ホームと改札口の間にエレベーター完成。併せてロビンソン札幌店（当時）前の出入口にエスカレーター設置。
- 2005年（平成17年）
  - 月日不詳：大規模改修工事着工。地下鉄駅真上に位置するすすきの交差点中央の時計塔を撤去。
  - 3月15日：ホーム階エレベーター（2基）供用開始[1]。
- 2006年（平成18年）1月26日：駅番号を設定[2]。番号はN08。
- 2008年（平成20年）11月20日：北側改札口およびホーム連絡階段、エスカレーターの供用開始。
- 2012年（平成24年）10月25日：可動式ホーム柵が稼働開始[3]。

### 札幌市電
- 1918年（大正7年）8月12日：札幌電気軌道停公線（のちの札幌市電西4丁目線および豊平線）の薄野交番前停留場（すすきのこうばんまえていりゅうじょう）が開業。
- 1923年（大正12年）8月25日：札幌電気軌道山鼻線開業。
- 1928年（昭和3年）：札幌電気軌道が市営化。
- 1949年（昭和24年）6月20日：すすきの停留場に改称。
- 1971年（昭和46年）
  - 10月1日：市電豊平線廃止。
  - 12月16日：市電西4丁目線の札幌駅前停留場 - 三越前停留場間廃止。これに伴い、一条線と直交していた三越前停留場 - 当停留場間の軌道が西4丁目停留場と接続され、西4丁目線の当停留場 - 西4丁目停留場間が開業。
- 1973年（昭和48年）4月1日：市電西4丁目線廃止。当停留場 - 西4丁目停留場間が分断される。
- 1979年（昭和54年）
  - 11月：電車接近表示灯を設置[4]。
  - 12月：上屋を設置[4]。
- 1994年（平成6年）：市電当停留場 - 創成小学校前停留場（現在の資生館小学校前停留場）間がセンターポール化。
- 2005年（平成17年）：大規模改修工事着工。停留場末端に車止めを設置。
- 2015年（平成27年）
  - 4月1日：停留場番号を設定[5]。番号はSC23。
  - 5月13日 - 10月下旬：札幌市電のループ（環状）化工事に伴う停留場の改修および軌道の複線化に伴い、約100メートル西側（南4条西5丁目）に一時移設[6][7]。
  - 12月20日：当停留場 - 西4丁目停留場間が開業（42年ぶりに再開）し、市電の環状運転を開始[8][9][10]。
- 2016年（平成28年）11月15日：この日限りで、朝ラッシュ時に当停留場を始発・終着とする電車がなくなる[11][12]。

## 駅構造

### 札幌市営地下鉄 (すすきの駅)
地下2階に2面2線の相対式ホームがある。改札口は地下1階の南側に1ヶ所と北側に東西各1ヶ所の計3ヶ所で、南側にはエレベータ、北側にはエスカレータが設置されている。出口は5ヶ所で、そのうち4番出口にエレベータとエスカレータ、身障者用トイレが設置されている。5番出口は隣接するビルの解体工事に伴い一度閉鎖されたが、 COCONO SUSUKINO開業時に再び設置された（この出口にもエレベータがある）。
当駅〜大通駅〜さっぽろ駅〜札幌駅〜札幌エルプラザ間は複数の地下街・地下道（ポールタウン、チ・カ・ホ、APiA、旧paseo、北口地下歩道）により繋がっている。これらは南北およそ2kmの距離があり、直線区間では日本最長の地下通路である。大通駅からは地下街オーロラタウン・500m美術館経由で東西線バスセンター前駅とも繋がっている。
当駅との連絡運輸は札幌市電西4丁目、狸小路、すすきの停留所との間でのみ実施しており、地下道で直結している上記の4駅ならびに東豊線豊水すすきの駅との連絡運輸は実施されていない。豊水すすきの駅は、市電との乗換は可能だが、南北線とは別駅扱いであり、地下歩道も繋がっていない。
当駅ではすべての改札機がICカード「SAPICA」に対応している。

#### のりば
| ホーム | 路線   | 行先                       |
| ------ | ------ | -------------------------- |
| 1      | 南北線 | 中島公園・平岸・真駒内方面 |
| 2      | 南北線 | 大通・さっぽろ・麻生方面   |

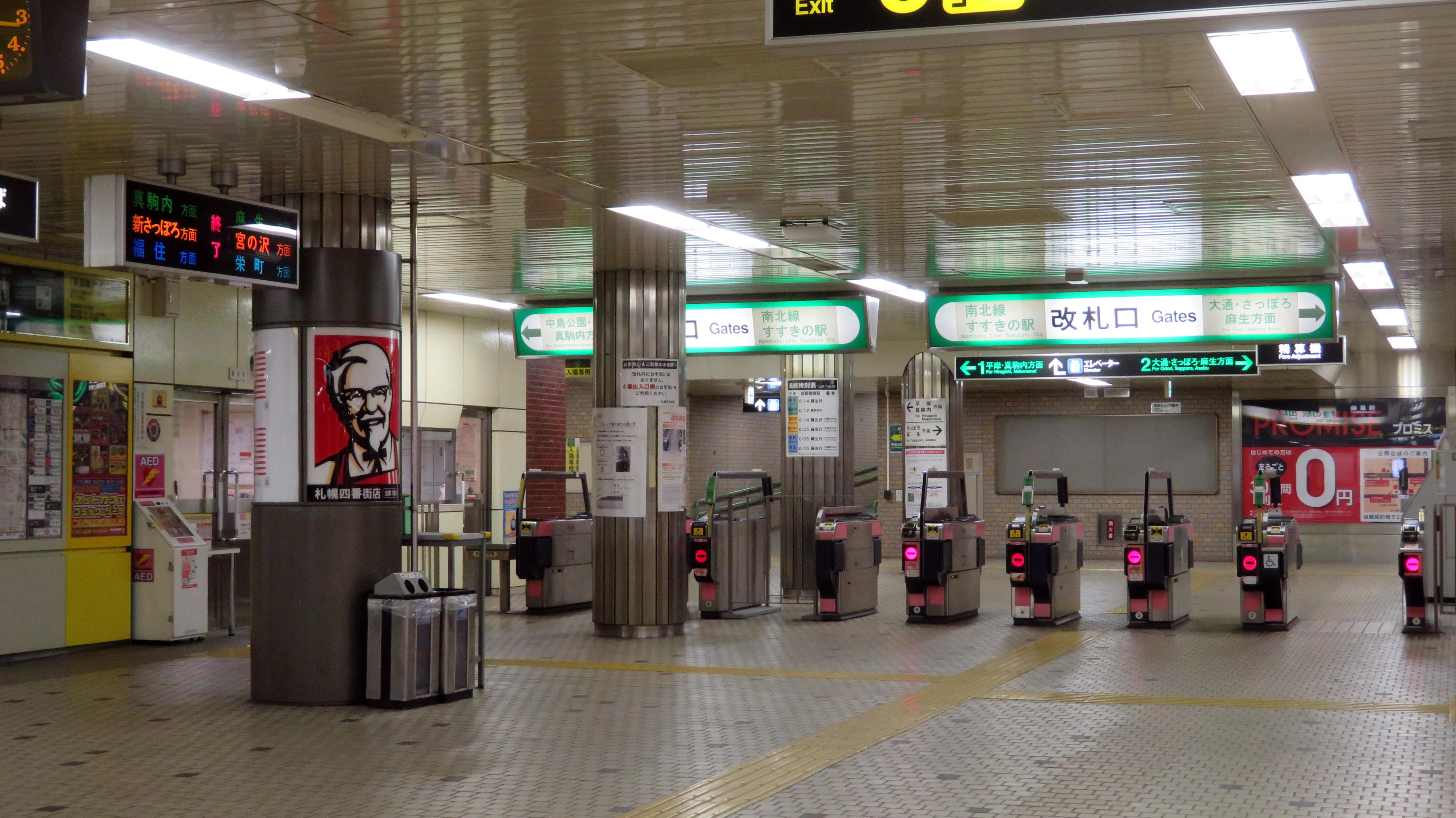
南側改札口
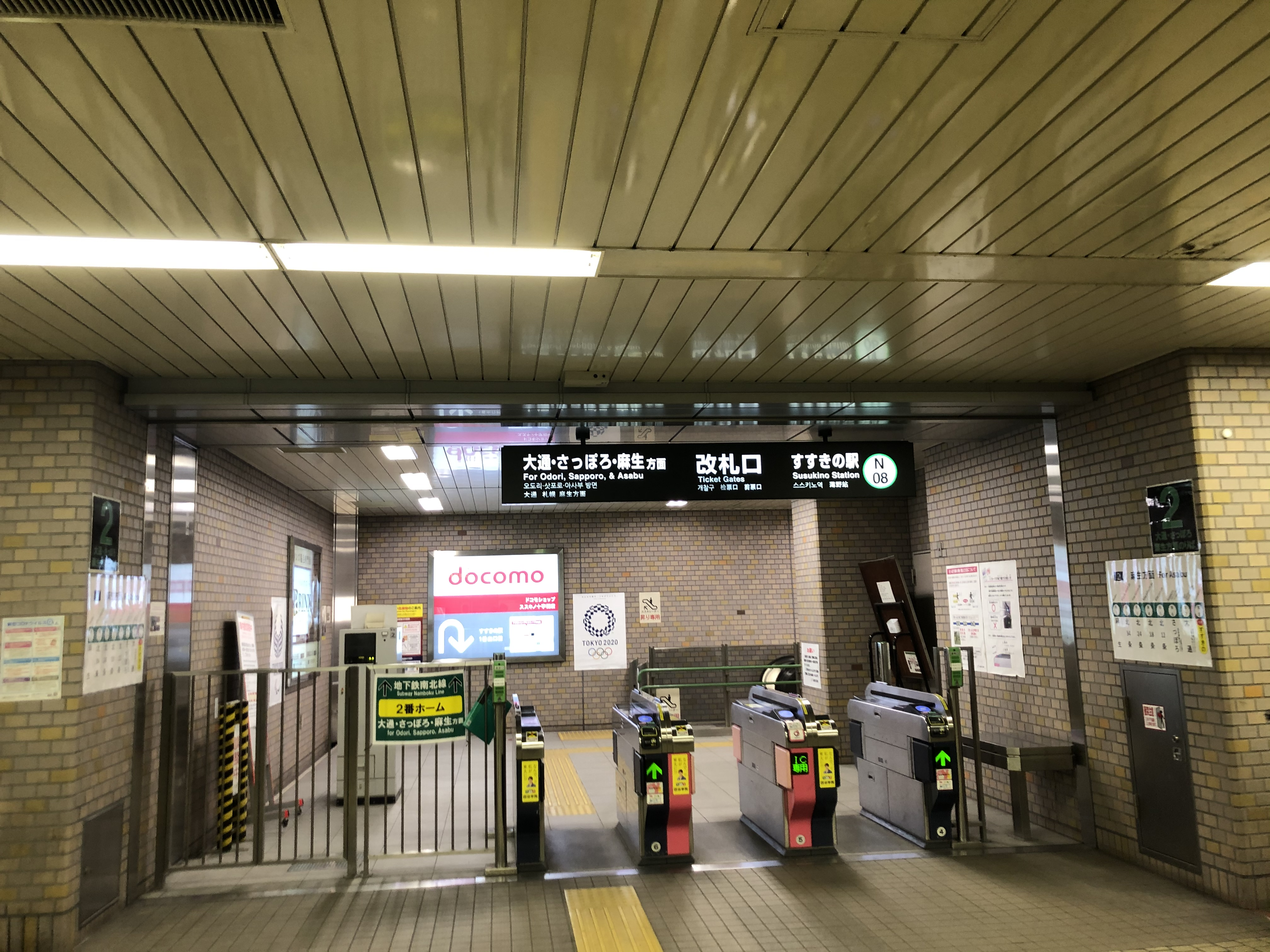
北側 麻生方面改札口
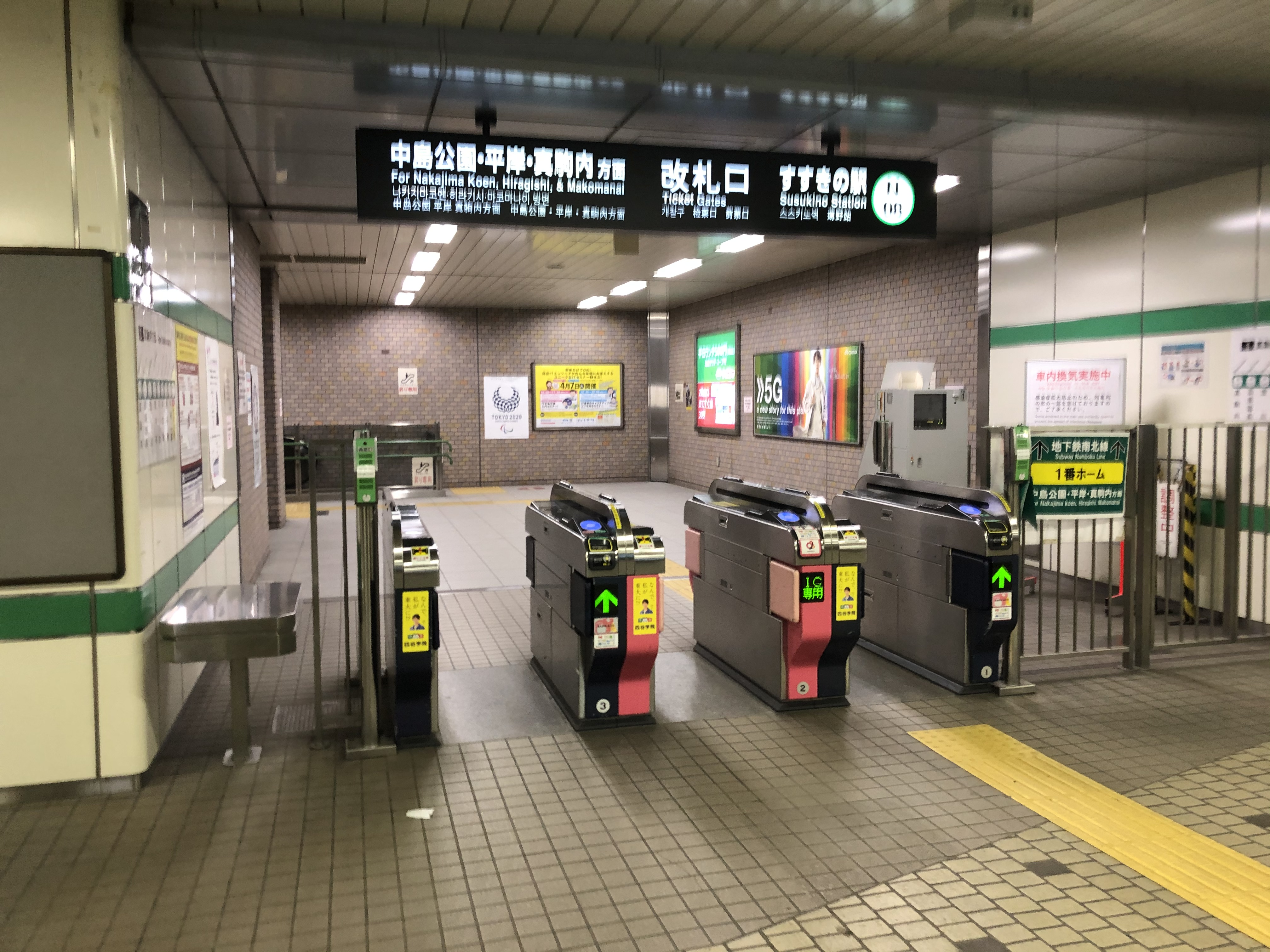
北側 真駒内方面改札口
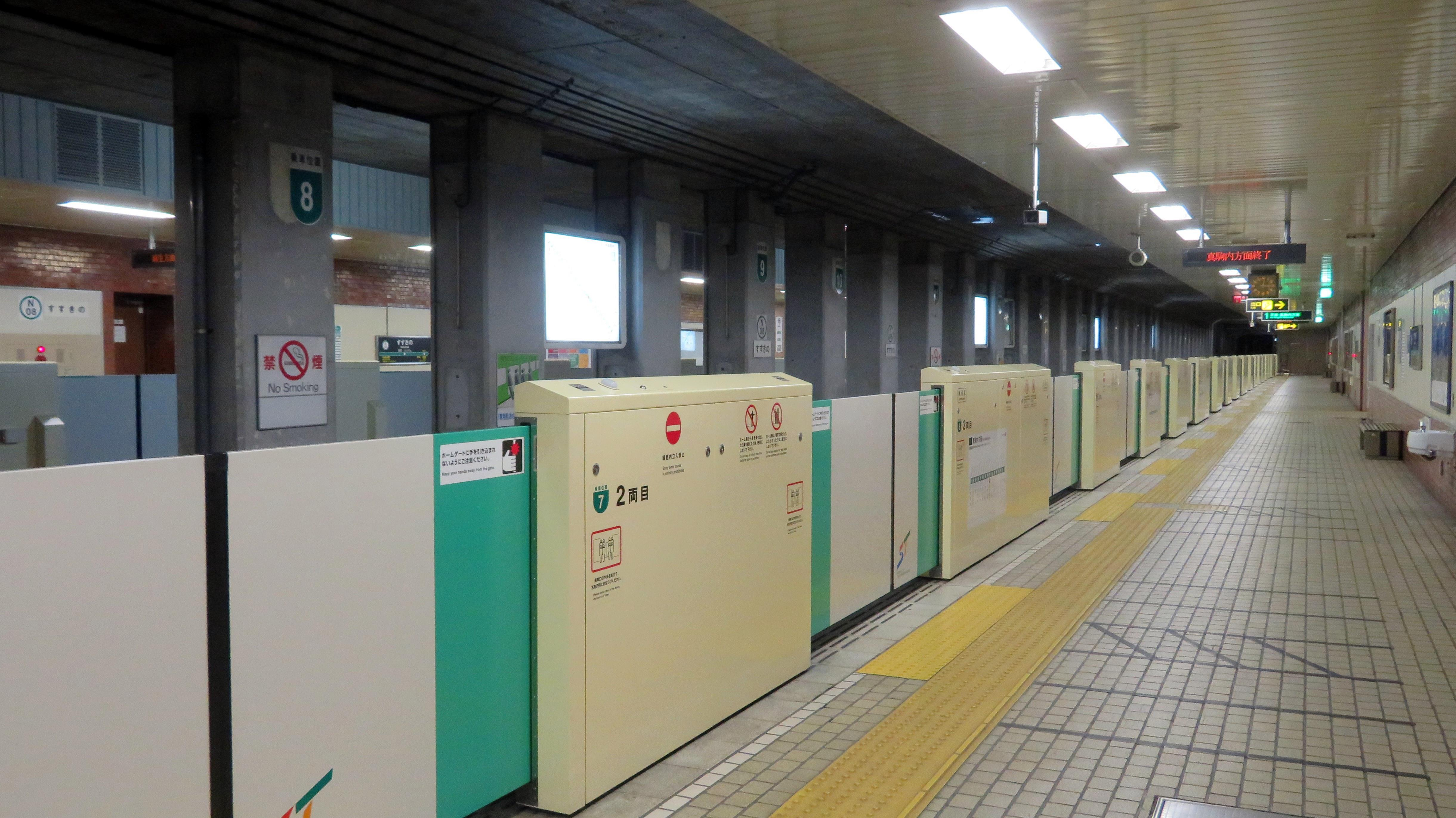
ホーム
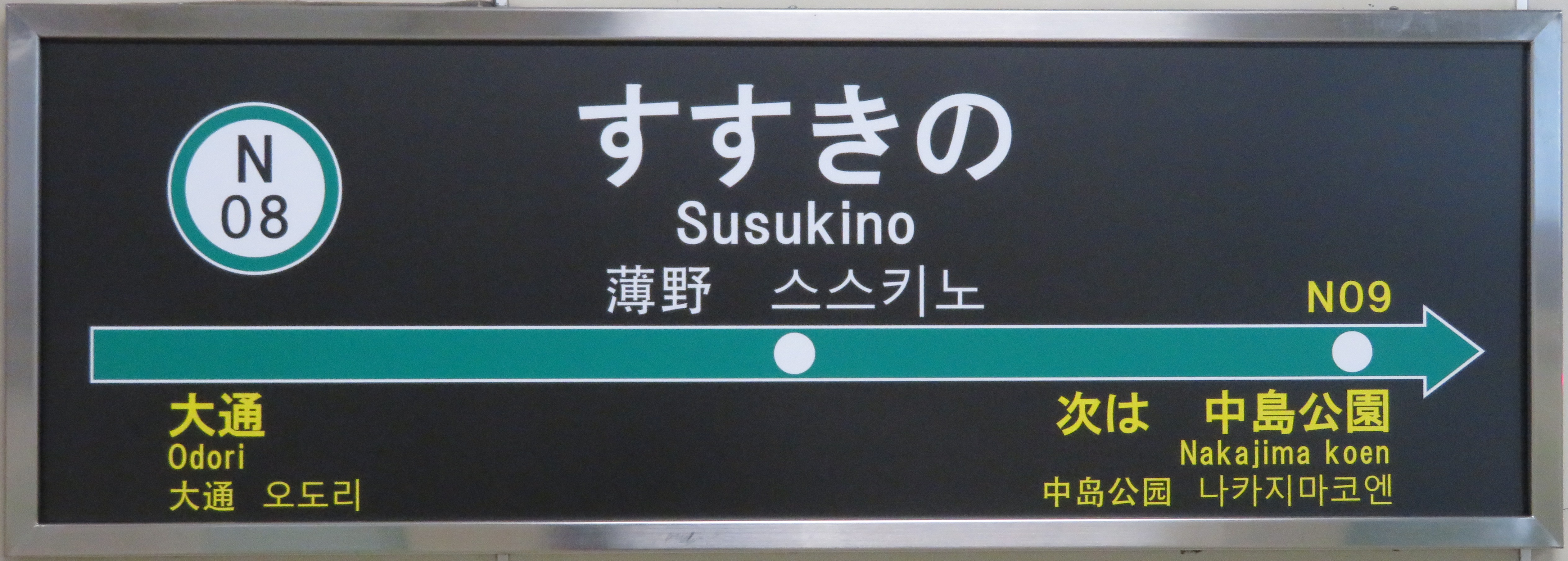
駅名標

### 札幌市電 (すすきの停留場)
かつては終端駅であったが、2012年（平成24年）に、西4丁目停留場とつないで環状線とする方針が打ち出され、2015年（平成27年）12月20日の都心線の開業により環状線化が完了した。このループ化工事を機に、西4丁目停留場・狸小路停留場同様、上屋は白いコンクリート製に更新された。
ループ（環状線）化完成後は、終端駅時代とほぼ同位置・南4条通の中央の安全地帯に2面2線のホームが設置されている。西側にはY字分岐を（ループ化工事以前とは逆の向きに）設置、外回り線と内回り線の間に中線が敷設され、本停留場から狸小路方面への折り返しが可能な構造となっている。またこの中線部分には簡易ホームが設置されており、現在は貸切電車専用停留場として案内されている。ループ化当初、朝ラッシュ時に中線部分を使用し折り返し運行を行う電車があったが、2016年（平成28年）11月に折り返し駅が西4丁目停留場に変更された。
停留場のホームには電停名標が設置されていない。市電の各電停名標をマグネットにしたオリジナルグッズでは、停留場の外壁部分に書かれた表示を再現している。
当停留場の他、狸小路停留場・西4丁目停留場の3停留所は、地下鉄すすきの駅・豊水すすきの駅・大通駅の乗継指定停留場として設定されているため、これらの駅と停留所相互で地下鉄南北線・東豊線と札幌市電との乗り換えが可能となっている。当初はすすきの停留場のみがすすきの駅・豊水すすきの駅との乗継指定停留場だったが、2015年（平成27年）12月20日の都心線開通に伴う市電のループ化により、現在の形に変更された。

### 過去の停留場構造

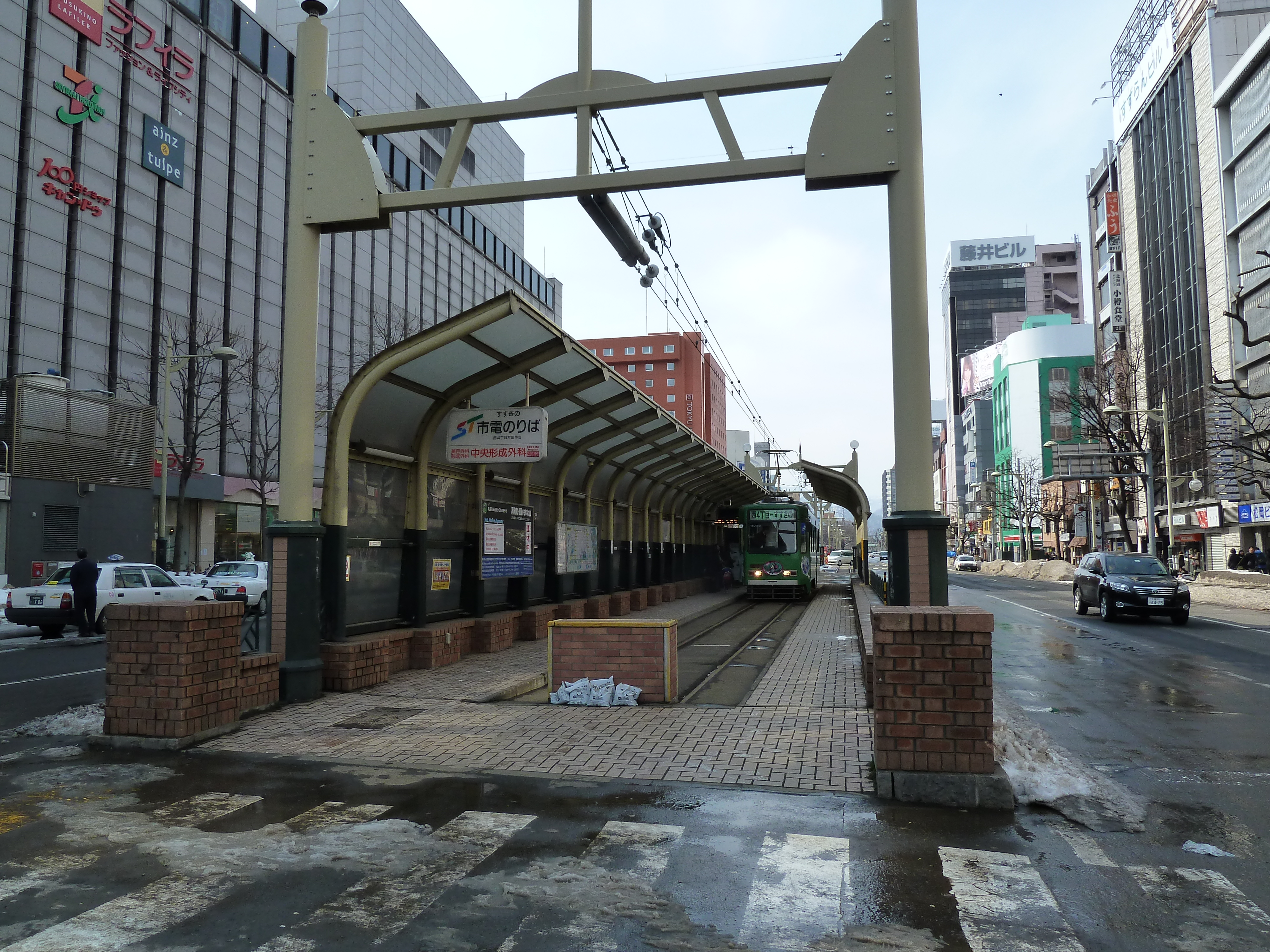
すすきの停留場（終端駅時代）

- 1971年10月1日以前は、西4丁目線と豊平線・山鼻線の分岐点であり、東側に豊平線の停留場があったほか、7系統の折り返しも行われていた。また、「薄野」と漢字表記していた時期があった。[要出典]
- 1973年4月から2015年5月までの終端駅時代は、南4条通と駅前通の交差点の西側にあり、Y型分岐の2面1線となっていた。南側の乗車ホームの向かいに降車ホームがあった。単線部分には最大2両まで停車でき、臨時（貸切）電車や除雪電車の待避場所として使用されていた。複線部分では待避のための停車のみで、降車は不可。安全地帯にはロードヒーティングが施され、上屋が設置されていたが現在の構造とは異なり、他の停留所同様ごく簡略なものであった。
- 2015年5月から10月のループ化工事中は西5丁目の路上に2面1線の臨時ホームが設置されていた（線路は現内回り線を使用して折り返し、資生館小学校側の片亘り線で現外回り線に入っていく形であった）。

## 利用状況
札幌市交通局によると、南北線の2022年度の1日平均乗車人員は12,562人である。
下記の通り北海道最大の歓楽街に隣接している立地環境のため、2020年度は新型コロナウイルスの流行とそれに伴う「緊急事態宣言」による外出の自粛および飲食店の休業・営業時間短縮の影響を大きく受けており、2019年度に比べ51.8%減と利用者が前年度の半分以下となり、利用者数が1万人を切った。2020年度における札幌市営地下鉄の駅の中で前年からの減少率が最も大きい。
近年の1日平均乗車人員の推移は以下の通りである。
| 年度               | 1日平均 乗車人員 | 出典   |
| ------------------ | ---------------- | ------ |
| 1994年（平成06年） | 20,575           | [ 17 ] |
| 1995年（平成07年） | 20,400           | [ 17 ] |
| 1996年（平成08年） | 19,482           | [ 17 ] |
| 1997年（平成09年） | 18,461           | [ 17 ] |
| 1998年（平成10年） | 17,849           | [ 17 ] |
| 1999年（平成11年） | 17,653           | [ 17 ] |
| 2000年（平成12年） | 17,682           | [ 17 ] |
| 2001年（平成13年） | 17,338           | [ 17 ] |
| 2002年（平成14年） | 17,674           | [ 17 ] |
| 2003年（平成15年） | 16,934           | [ 18 ] |
| 2004年（平成16年） | 16,936           | [ 18 ] |
| 2005年（平成17年） | 17,450           | [ 18 ] |
| 2006年（平成18年） | 17,692           | [ 18 ] |
| 2007年（平成19年） | 17,521           | [ 18 ] |
| 2008年（平成20年） | 17,269           | [ 18 ] |
| 2009年（平成21年） | 16,944           | [ 18 ] |
| 2010年（平成22年） | 16,662           | [ 18 ] |
| 2011年（平成23年） | 16,267           | [ 19 ] |
| 2012年（平成24年） | 16,592           | [ 19 ] |
| 2013年（平成25年） | 16,900           | [ 19 ] |
| 2014年（平成26年） | 16,876           | [ 19 ] |
| 2015年（平成27年） | 16,971           | [ 19 ] |
| 2016年（平成28年） | 17,264           | [ 20 ] |
| 2017年（平成29年） | 17,470           | [ 21 ] |
| 2018年（平成30年） | 17,382           | [ 22 ] |
| 2019年（令和元年） | 17,069           | [ 23 ] |
| 2020年（令和02年） | 8,219            | [ 16 ] |
| 2021年（令和03年） | 8,779            | [ 24 ] |
| 2022年（令和04年） | 12,562           | [ 24 ] |

## 駅周辺
駅の南側には東京以北で最大の歓楽街「すすきの」が広がっており、多くの飲食店・風俗店・ホテルなどが密集している。
- 札幌市営地下鉄東豊線 豊水すすきの駅
- 札幌市立資生館小学校
- 国道36号
- 中央警察署薄野交番
- 札幌南三条郵便局
- 北洋銀行すすきの支店
- 北海道銀行薄野支店
- 苫小牧信用金庫札幌支店
- さっぽろ地下街「ポールタウン」（直結）
- 札幌 東急REIホテル
  - レストランプラザ札幌
- フェアフィールド・バイ・マリオット札幌
- ANAホリデイ・イン札幌すすきの
- メルキュールホテル札幌
- ラウンドワン札幌すすきの店
- 狸小路商店街
- 札幌ラーメン横丁
- COCONO SUSUKINO（南改札口・5番出口直結）
  - ダイイチすすきの店
  - GiGOココノススキノ
  - TOHOシネマズすすきの
- MEGAドン・キホーテ 札幌狸小路本店

## バス路線
2025年（令和7年）4月1日現在。路線詳細は事業者記事を参照。
「すすきの」停留所
- じょうてつ[25]
  - 快速7 定山渓線・豊平峡温泉線：藤野3条2丁目・簾舞団地・豊滝・定山渓温泉・豊平峡温泉
  - 快速7 定山渓線：藤野西通・豊滝
  - 快速8 定山渓線：藤野3条2丁目・簾舞団地・豊滝・定山渓温泉
  - 南55 藻岩線：藻岩高校・硬石山
  - 直行 定山渓温泉かっぱライナー号：豊平峡温泉
  - 快速7・快速8・南55：札幌駅（札幌駅バスターミナル）
- 道南バス[25]
  - 札幌洞爺湖線・札幌豊浦線：洞爺湖温泉・豊浦町
- 北海道中央バス・北都交通[26]
  - S・D 新千歳空港連絡バス：新千歳空港

「市電すすきの前」停留所
- 北海道バス[27]
  - 函館特急ニュースター号：函館市
  - 釧路特急ニュースター号：釧路市
  - 帯広特急ニュースター号：帯広市
  - 北見特急ニュースター号：北見市

このほか、近隣に「南4条」停留所（札幌駅前発各地行）と「南3条」停留所（各地発札幌駅前行）があり、北海道中央バス（平岡営業所）の豊平区方面などの発着がある。

## その他
- 駅スタンプはすすきの駅のイニシャルSの中にすすきの交差点が描かれている[30]。

## 隣の駅・停留場
札幌市交通局
 南北線（札幌市営地下鉄）
大通駅 (N07) - すすきの駅 (N08) - 中島公園駅 (N09)
山鼻線（札幌市電）
資生館小学校前停留場 (SC22) - すすきの停留場 (SC23)
都心線（札幌市電）
すすきの停留場 (SC23) - 狸小路停留場 (SC24)

### 廃止路線
札幌市交通局
豊平線（札幌市電）
4条東1丁目停留場 - すすきの停留場
西4丁目線（札幌市電）
すすきの停留場 - 西4丁目停留場